# Godelieve Lieckens
Godelieve Lieckens, née le 1er mars 1961, est une judokate belge.

## Carrière
Godelieve Lieckens est médaillée de bronze dans la catégorie des moins de 66 kg aux Championnats d'Europe féminins de judo 1984 à Pirmasens et médaillée d'argent aux Championnats d'Europe par équipes de judo en 1988 à Visé.